# Мучеництво десяти тисяч християн
«Му́чеництво десяти́ ти́сяч христия́н» (нім. Marter der zehntausend Christen) — картина німецького живописця Альбрехта Дюрера (1471—1528). Створена у 1508 році. Зберігається у Музеї історії мистецтв, Відень (інвент. номер GG 835). 

## Історія
Картина була написана на замовлення курфюрста Фрідріха Мудрого Саксонського спеціально для Зали реліквій церкви Віттенберзького палацу. Над композицією із багатьма людськими фігурами, зображеними на фоні природного ландшафту, Дюрер працював до 1508 року. На картині зображено сцену побиття десяти тисяч солдат-християн на чолі з їхнім командиром Ахатієм на горі Арарат.
Картина була подарунком Йона Фрідріха Саксонського Антуану Перрено де Гранвела, канцлеру імператора Карла V; потім перебувала в колекції кардинала Гранвея, куплена у 1600 році в Безансоні імператором Рудольфом II у графа Кантекроя, племінника Гранвея; з 1677 року зберігалась у віденській скарбниці.

## Опис
Ахатій, навернений до християнства, і його солдати прийняли мученицьку смерть на горі Арарат за наказом перського короля Шапура; їх повісили, закидали камінням і кинули у тернові кущі. У курфюрста Фрідріха Мудрого, який зробив Дюреру замовлення, була велика колекція мощей, серед яких також були мощі цих десяти тисяч християн та їх командира. Втім маленький запрестольний образ, з відома курфюрста, став також меморіалом покійного друга Дюрера, гуманіста Конрада Цельтіса; коли художник дізнався про смерть Цельтіса (2 лютого 1508 року), він ввів у центральну частину композиції зображення свого друга-поета і свій автопортрет як учасників цих страшних подій.
На картині міститься дата і підпис художника: «Iste faciebat an(n)o domini 1508 albert(us) dürer aleman(us)» та монограма AD. 
Спочатку картина була написана олією на дерев'яній панелі, однак у XIX столітті перенесена на полотно.